# Try to Follow Me
«Try to Follow Me» (кор. 날 따라 해봐요, Nal Ddara Haebwayo) — сингл корейской поп-группы 2NE1. Изначально песня вышла 9 февраля 2010 для рекламной кампании мобильного телефона Samsung «Corby CF». Позднее она была включена в первый студийный альбом группы To Anyone, изданный в сентябре 2010 года.

## Информация о песне
Песня «Try to Follow Me» была заявлена как проморекламный сингл для мобильного телефона Samsung «Corby CF». Трек был хорошо воспринят публикой и появился в блоге Переса Хилтона. В день выхода песня смогла возглавить хит-парады корейских изданий и интернет-порталов. В главном чарте страны Gaon «Follow Me» смогла попасть на первое место 7 февраля 2010 года.
Изначально съёмки видеоклипа не планировались, но из-за популярности песни видео всё же появилось. Его премьера состоялась 11 марта 2010 года. Режиссёром стал Со Хён Сын, снявший клип для их предыдущего сингла «I Don’t Care». Постановку танца в видео осуществили сами участницы группы.